# Nirmanakaya
Nirmāṇakāya (Sanskriet voor lichaam van verschijning) is een centraal concept in het Mahayana-boeddhisme. Het concept werd voor het eerst uiteengezet in de Saddharma Pundarika Sutra (de lotussoetra) in de 1e eeuw v.Chr. Wanneer een verlichte boeddha bevrijd is van karma, dan realiseert het essentiële lichaam sunyata en afwezigheid van dualiteit.
Het begrip Trikaya lijkt veel op de drievuldigheid in het christendom, waarbij dharmakaya (Tibetaans: choeku, lichaam van waarheid) overeenkomt met god, sambhogakaya (Tibetaans: longku, lichaam van vreugde) met de heilige geest en nirmanakaya (Tibetaans: tulku, lichaam van verschijning) met Jezus als zoon van god.